# Seule (film)
Pour les articles homonymes, voir Seule.
Pour plus de détails, voir Fiche technique et Distribution.
Seule est un court métrage français réalisé par Érick Zonca en 1997.

## Synopsis
Amélie, une jeune fille de vingt ans, perd à la fois son travail de serveuse et son logement. Sans argent, elle tente de survivre dans la rue.

## Distribution
- Florence Loiret Caille
- Véronique Octon
- Eric Challier
- Wilfred Benaïche
- Philippe Nahon
- Samir Guesmi

## Analyse
Dans ce court métrage, dont le sujet annonce sa première œuvre La Vie rêvée des anges, Erick Zonca filme la chute implacable dans la marginalité puis l'exclusion d'une jeune femme solitaire. Un constat d'autant plus sombre et accablant sur la cruauté sociale que cette fiction, composée d'une série de séquences quotidiennes, est dénuée d'effets dramatiques.